# René Römer
René Antonio Römer (2 juillet 1929, Curaçao - 25 février 2003, Curaçao) est Gouverneur des Antilles néerlandaises de 1983 à 1990. Il est aussi un professeur de sociologie à l'Université des Antilles néerlandaises et à l'Université de Groningue aux Pays-Bas.